# Pau (Einheit)
Der Pau war ein Längenmaß im vorkolonialen zentralafrikanischen Staat Loango mit drei verschiedenen Maßen. Das Maß war beim Tauschhandel an der angolanischen Küste mit den Europäern wichtig. Gehandelt wurden seidene und leinwandige Waren gegen Goldsand.
- Für den Häuptling und seinen Günstlingen 1 Pau = 25 Zoll (Wiener = 26,340 Millimeter) = 658,5 Millimeter
- niederen Beamten 1 Pau = 21 2/5 Zoll (Wiener) = 563,68 Millimeter
- Privatpersonen 1 Pau = 16 ½ Zoll (Wiener) = 434,61 Millimeter

- Beachte: keine Beziehung zum afghanischen Gewichtsmaß.